# مختصر منهاج القاصدين
مختصر منهاج القاصدين تأليف: أبو العباس ابن قدامة أحمد بن عبد الرحمن بن محمد بن أحمد بن قدامة (651 هـ - 689 هـ).
هو كتاب يوضح منهاج القاصدين إلى الله تعالى في جميع شؤون حياتهم، وخاصة الشؤون الخفية والأعمال القلبية، والكتاب يعتبر تلخيص لكتاب منهاج القاصدين لابن الجوزي الذي اختصر فيه كتاب إحياء علوم الدين للإمام أبو حامد الغزالي مع المحافظة على مقاصد الإحياء.

## المؤلف
مؤلف مختصر منهاج القاصدين هو أبو العباس ابن قدامة أحمد بن عبد الرحمن بن محمد بن أحمد بن قدامة المقدسي الجماعيلي الحنبلي، نجم الدين، فقيه، من أعيان الحنابلة، ولد في دمشق سنة 651 هـ، وهو ثاني من ولي قضاء الحنابلة بها، وتوفي في دمشق 689 هـ .

## أجزاء الكتاب
قسم المؤلف الكتاب إلى أربعة أرباع، ربع العبادات، وربع العادات، وربع المهلكات، وربع المنجيات. وبدأ بربع العبادات حيث كتاب العلم وفضله وما يتعلق به، وثنى بربع العادات حيث استفتح بآداب في الأكل والاجتماع عليه والضيافة ونحو ذلك، وثلث بالربع الثالث حيث ربع المهلكات مستفتحًا بشرح عجائب القلوب، وأخيرًا الربع الرابع من الكتاب وهو ربع المنجيات، حيث كتاب التوبة وشروطها وأركانها وما يتعلق بذلك، يعتبر هذا الكتاب خلاصة وعصارة لكتاب التزكية الأول إحياء علوم الدين للإمام الغزالي، يناقش الكتاب أعمال القلوب وما يتعلق بها من عادات وعبادات ومهلكات ومنجيات، كما يعتبر هذا الكتاب منهجا تربويا ميسرا للسائرين إلى الله عز وجل.
وقد قسم ابن قدامة كتابه إلى أربعة أرباع وهي كتالي:
الربع الأول: ربع العبادات.
- العلم وفضله وما يتعلق به.
- الطهارة وأسرارها والصلاة وما يتعلق بها.
- الزكاة وأسرارها.
- الصوم وأسراره ومهماته وما يتعلق به.
- الحج وأسراره وفضائله وآدابه.
- آداب القرآن الكريم وذكر فضله.
- الأذكار والدعوات وغيرها.

الربع الثاني: ربع العادات.
- في آداب الأكل والاجتماع عليه والضيافة ونحو ذلك.
- النكاح وآدابه وما يتعلق به.
- آداب الكسب والمعاش وفضله وصحة المعاملة وما يتعلق بذلك.
- آداب الصحبة والأخوة ومعاشرة الخلق ونحو ذلك.
- باب العزلة.
- آداب السفر.
- الأمر بالمعروف والنهي عن المنكر.
- المنكرات المألوفة في العادات.
- باب آداب المعيشة وأخلاق النبوة.

الربع الثالث: ربع المهلكات.
- شرح عجائب القلوب.
- رياضة النفس وتهذيب الخلق ومعالجة أمراض القلب.
- كسر الشهوتين شهوة البطن، وشهوة الفرج.
- آفات اللسان.
- ذم الغضب والحقد والحسد.
- ذم الجاه والرياء وعلاجهما وفضيلة الخمول.
- في بيان الرياء وحقيقته وأقسامه وذمه ونحو ذلك.
- ذم الكبر والعجب.
- الغرور وأقسامه ودرجاته.

الربع الرابع: ربع المنجيات.
- التوبة وذكر شروطها وأركانها وما يتعلق بذلك.
- الصبر والشكر.
- الرجاء والخوف.
- الزهد والفقر.
- التوحيد والتوكل.
- المحبة والشوق والأنس والرضى.